# Eurytoma levidensis
Eurytoma levidensis is een vliesvleugelig insect uit de familie Eurytomidae. De wetenschappelijke naam is voor het eerst geldig gepubliceerd in 1945 door Bugbee.